# Lampides stresemanni
Lampides stresemanni är en fjärilsart som beskrevs av Rothschild 1915. Lampides stresemanni ingår i släktet Lampides och familjen juvelvingar. Inga underarter finns listade i Catalogue of Life.